# Binghamton Whalers
Binghamton Whalers byl profesionální americký klub ledního hokeje, který sídlil v Binghamtonu ve státě New York. Své domácí zápasy hráli v tamní aréně Broome County Veterans Memorial Arena. Klub hrál v soutěži od roku 1980, kdy v ní nahradil celek Binghamton Dusters.
Binghamton Whalers byl úspěšný tým, který se sedmkrát probojoval do playoff, nejdále se dostal až do finále konference Calder Cupu v roce 1982. V sezoně 1989/90 dosáhl nejhorších výsledku v působení lize s bilancí 11-60-9, skončili poslední v lize, 19.4% vítězství na zápas se stal nejhorší v historii AHL. Po sezoně byl klub prodán do New York Rangers. Zajímavostí je že Hartford Whalers měl od příští sezony novou farmu Springfield Indians, sedm zbývajících hráčů z nejhorší sezony 1989/90 pomohl Indiánům ze Springfieldu k zisku Calder Cupu.

## Souvislé týmy
- Broome Dusters NAHL (1973–1977)
- Binghamton Rangers AHL (1990–1997)
- B.C. Icemen UHL (1997–2002)
- Binghamton Senators AHL (2002–2017)

## Úspěchy klubu
- Vítěz základní části – 1x (1984/85)
- Vítěz divize – 2x (1981/82 a 1984/85)

## Výsledky

### Základní část
Zdroj: 
| Sezona  | Zápasy | Výhry | Prohry | Prohry(pr.) | Prohry(s.n.) | Body | Góly vstřelené | Góly inkasované | Umístění v divizi |
| ------- | ------ | ----- | ------ | ----------- | ------------ | ---- | -------------- | --------------- | ----------------- |
| 1980–81 | 80     | 32    | 42     | 6           | —            | 70   | 296            | 336             | 3. Jižní divize   |
| 1981–82 | 80     | 46    | 28     | 6           | —            | 98   | 329            | 266             | 1. Jižní divize   |
| 1982–83 | 80     | 36    | 36     | 8           | —            | 80   | 320            | 333             | 4. Jižní divize   |
| 1983–84 | 80     | 33    | 43     | 4           | —            | 70   | 359            | 388             | 6. Jižní divize   |
| 1984–85 | 80     | 52    | 20     | 8           | —            | 112  | 388            | 265             | 1. Jižní divize   |
| 1985–86 | 80     | 41    | 34     | 5           | —            | 87   | 316            | 290             | 2. Jižní divize   |
| 1986–87 | 80     | 47    | 26     | —           | 7            | 101  | 309            | 259             | 2. Jižní divize   |
| 1987–88 | 80     | 38    | 31     | 8           | 3            | 87   | 353            | 300             | 4. Jižní divize   |
| 1988–89 | 80     | 28    | 46     | 6           | —            | 62   | 307            | 392             | 7. Jižní divize   |
| 1989–90 | 80     | 11    | 60     | 9           | —            | 31   | 229            | 366             | 7. Jižní divize   |

### Play-off
Zdroj: 
| Sezona  | 1. kolo                      | 2. kolo                    | Finále konference           | Finále Calder Cupu         |
| ------- | ---------------------------- | -------------------------- | --------------------------- | -------------------------- |
| 1980–81 | porážka, 2–4, Adirondack     | —                          | —                           | —                          |
| 1981–82 | postup, 3–2, Hershey         | postup, 4–1, Rochester     | porážka, 1–4, New Brunswick | —                          |
| 1982–83 | porážka, 1–4, Rochester      | —                          | —                           | —                          |
| 1983–84 | mužstvo se nekvalifikovalo   | mužstvo se nekvalifikovalo | mužstvo se nekvalifikovalo  | mužstvo se nekvalifikovalo |
| 1984–85 | postup, 4–0, Springfield     | porážka, 0–4, Baltimore    | —                           | —                          |
| 1985–86 | porážka, 2–4, St. Catharines | —                          | —                           | —                          |
| 1986–87 | postup, 4–3, New Haven       | porážka, 2–4, Rochester    | —                           | —                          |
| 1987–88 | porážka, 0–4, Hershey        | —                          | —                           | —                          |
| 1988–89 | mužstvo se nekvalifikovalo   | mužstvo se nekvalifikovalo | mužstvo se nekvalifikovalo  | mužstvo se nekvalifikovalo |
| 1989–90 | mužstvo se nekvalifikovalo   | mužstvo se nekvalifikovalo | mužstvo se nekvalifikovalo  | mužstvo se nekvalifikovalo |

## Klubové rekordy

### Za sezonu
Góly: 53, Paul Fenton (1985/86)
Asistence: 84, Ross Yates (1982/83)
Body: 130, Paul Gardner (1984/85)
Trestné minuty: 360, Jim Thomson (1986/87)
Průměr obdržených branek: 2.92, Peter Sidorkiewicz (1986/87)
Procento úspěšnosti zákroků: 90.1, Peter Sidorkiewicz (1984/85)

### Celkové
Góly: 120, Paul Fenton
Asistence: 181, Ross Yates
Body: 227, Ross Yates
Trestné minuty: 723, Shane Churla
Odehrané zápasy: 273, Dallas Gaume
Vychytaná vítězství: 94, Peter Sidorkiewicz
Čistá konta: 9, Peter Sidorkiewicz